# Cross Plains (Tennessee)
Cross Plains es una ciudad ubicada en el condado de Robertson en el estado estadounidense de Tennessee. En el Censo de 2010 tenía una población de 1.714 habitantes y una densidad poblacional de 77,98 personas por km².

## Geografía
Cross Plains se encuentra ubicada en las coordenadas 36°32′28″N 86°40′30″O / 36.54111, -86.67500. Según la Oficina del Censo de los Estados Unidos, Cross Plains tiene una superficie total de 21.98 km², de la cual 21.98 km² corresponden a tierra firme y (0%) 0 km² es agua.

## Demografía
Según el censo de 2010, había 1714 personas residiendo en Cross Plains. La densidad de población era de 77,98 hab./km². De los 1714 habitantes, Cross Plains estaba compuesto por el 0.09% blancos, el 3.44% eran afroamericanos, el 0.41% eran amerindios, el 0.29% eran asiáticos, el 0.06% eran isleños del Pacífico, el 0.76% eran de otras razas y el 1.46% pertenecían a dos o más razas. Del total de la población el 2.28% eran hispanos o latinos de cualquier raza.

## Educación
Cross Plains, Tennessee es atendido por East Robertson Elementary School, grados Pre-k a 5 y East Robertson High School, grados 6-12.